# Tameya

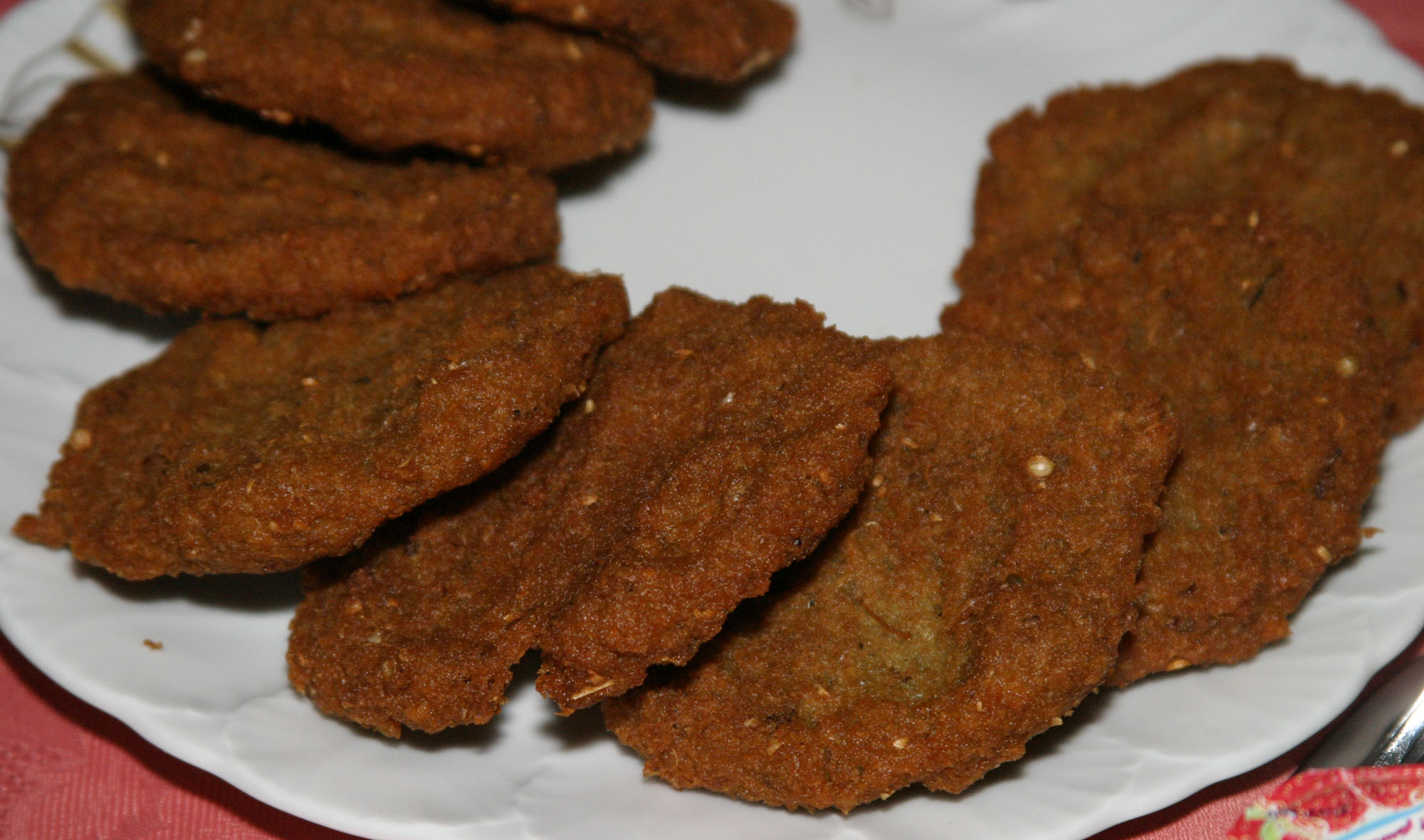
Tameya - egyptiska vegetarisk delikatess

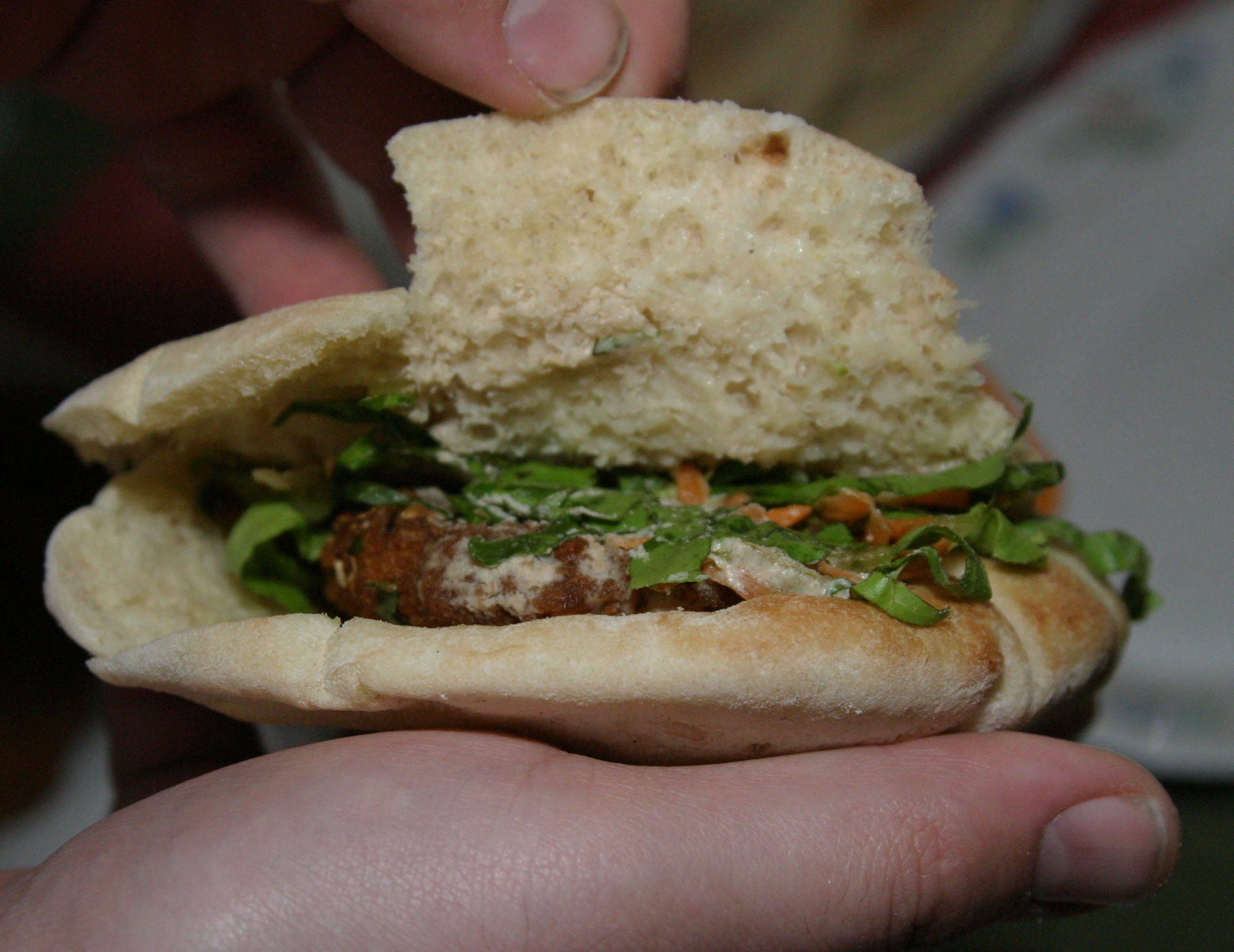
Tameya serverad som smörgås i pitabröd

Tameya är en egyptisk vegetarisk maträtt och är den egyptiska motsvarigheten till falafeln som förekommer över hela Mellanöstern. Den består såsom falafeln av friterade biffar gjorda på bondbönor (till skillnad mot falafel som är gjord på kikärter), tahini (sesampasta), färsk persilja- och/eller korianderblad samt kryddor. Tameyan serveras ofta i pitabröd tillsammans med grönsaker och tahini på restauranger och gatukök, men även som en av smårätterna i buffé eller på tallrik i varierande former.

## Historik
En vanlig teori är att rätten som härstammar från Egypten ligger som grund till falafeln, när rätten spreds över mellanöstern byttes huvudingrediensen bondbönan ut till kikärtor. 